# Los Angeles Rams 1970
La stagione 1970 dei Los Angeles Rams è stata la 33ª della franchigia nella National Football League e la 25ª a Los Angeles Sotto la direzione del capo-allenatore al quarto anno George Allen la squadra terminò con un record di 9-4-1, classificandosi seconda nella nuova NFC West division.

## Scelte nel Draft 1970
| Scelte dei Rams nel Draft 1970 |        |                  |       |                      |
| Giro                           | Scelta | Giocatore        | Ruolo | College              |
| 1                              | 22     | Jack Reynolds    | LB    | Tennessee            |
| 2                              | 35     | Donnie Williams  | WR    | Prairie View A&M     |
| 7                              | 162    | Ted Provost      | DB    | Ohio St              |
| 7                              | 168    | Bill Nelson      | DT    | Oregon St            |
| 8                              | 204    | Rich Saul        | C     | Michigan St          |
| 9                              | 230    | Dave Graham      | OT    | New Mexico Highlands |
| 10                             | 256    | Vince Opalsky    | RB    | Miami (FL)           |
| 11                             | 282    | David Bookert    | RB    | New Mexico           |
| 12                             | 308    | Larry Arnold     | QB    | Hawaii               |
| 13                             | 334    | Melvin Jones     | WR    | Florida A&M          |
| 14                             | 360    | Bob Geddes       | LB    | UCLA                 |
| 15                             | 386    | Dag Azam         | OG    | West Texas A&M       |
| 16                             | 412    | Roland Reichardt | K     | West Texas A&M       |
| 17                             | 437    | Don Crenshaw     | DB    | USC                  |

## Roster
| Roster dei Los Angeles Rams nel 1970 |
| --- |
| Quarterback - 18 Roman Gabriel - 10 Karl Sweetan Running Back - 33 Willie Ellison - 31 Jeff Jordan - 34 Les Josephson - 20 Tommy Mason - 36 Larry Smith Wide Receiver - 86 Bob Long - 84 Jack Snow - 14 Wendell Tucker - 83 Donnie Williams Tight End - 88 Pat Curran - 80 Bob Klein - 87 Billy Truax Offensive Linemen - 76 Bob Brown T - 51 George Burman C - 73 Charlie Cowan T - 50 Ken Iman C - 70 Mitch Johnson T - 65 Tom Mack G - 61 Rich Saul C - 76 Harry Schuh T - 71 Joe Scibelli G - 60 John Wilbur G Defensive Linemen - 79 Coy Bacon DE - 89 Rick Cash DE - 82 Dick Evey DT - 75 Deacon Jones DE - 74 Merlin Olsen DT - 72 Diron Talbert DT Linebacker - 55 Maxie Baughan - 32 Jack Pardee - 52 John Pergine - 66 Myron Pottios - 53 Jim Purnell - 54 Jack Reynolds Defensive Back - 39 Kermit Alexander CB - 23 Alvin Haymond CB - 21 Eddie Meador FS - 19 Jim Nettles CB - 17 Richie Petitbon SS - 24 Clancy Williams CB Special Team - 27 David Ray K - 28 Pat Studstill P |
| Legenda - I rookie sono in corsivo. - Il primo ruolo è il principale mentre gli eventuali successivi indicano i ruoli secondari. - (IR) sta per Injured Reserve ed indica la lista ristretta per un solo giocatore infortunato che può tornare ad allenarsi dopo la settimana 6 e a rientrare in prima squadra dopo che questa ha giocato 8 partite. - (NF-Inj.) / (NF-Ill.) stanno rispettivamente per Non-Football Injured e Non-Football Illness ed indicano le liste dove viene inserito un giocatore che ha un infortunio o una malattia non dipendente dal football americano. - (PUP) sta per Physically Unable to Perform ed indica la lista dove viene inserito un giocatore mentre è in attesa di recuperare la condizione fisica. Nella stagione regolare dopo la sesta partita giocata dalla propria squadra, il giocatore ha tempo tre settimane per riprendere ad allenarsi, più tre settimane aggiuntive dal suo rientro agli allenamenti per rientrare in prima squadra.     |

## Calendario
| Stagione regolare |                        |           |
| Turno             | Avversario             | Risultato |
| 1                 | St. Louis Cardinals    | V 34–13   |
| 2                 | at Buffalo Bills       | V 19–0    |
| 3                 | San Diego Chargers     | V 37–10   |
| 4                 | San Francisco 49ers    | S 20–6    |
| 5                 | at Green Bay Packers   | V 31–21   |
| 6                 | at Minnesota Vikings   | S 13–3    |
| 7                 | at New Orleans Saints  | V 30–17   |
| 8                 | Atlanta Falcons        | P 10–10   |
| 9                 | New York Jets          | S 31–20   |
| 10                | at Atlanta Falcons     | V 17–7    |
| 11                | at San Francisco 49ers | V 30–13   |
| 12                | New Orleans Saints     | V 34–16   |
| 13                | Detroit Lions          | S 28–23   |
| 14                | at New York Giants     | V 31–3    |

## Classifiche
| NFL West            |    |    |   |      |       |       |     |     |     |
|                     | V  | S  | P | %    | DIV   | CONF  | PF  | PS  | STR |
| San Francisco 49ers | 10 | 3  | 1 | .769 | 3–2–1 | 6–3–1 | 352 | 267 | V3  |
| Los Angeles Rams    | 9  | 4  | 1 | .692 | 4–1–1 | 7–3–1 | 325 | 202 | V1  |
| Atlanta Falcons     | 4  | 8  | 2 | .333 | 3–2–1 | 3–6–2 | 206 | 261 | S1  |
| New Orleans Saints  | 2  | 11 | 1 | .154 | 0–5–1 | 2–8–1 | 172 | 347 | S6  |

Nota: I pareggi non venivano conteggiati ai fini della classifica fino al 1972.